# Adrian Șut
Adrian Șut, né le 30 avril 1999 à Cociuba Mare en Roumanie, est un footballeur international roumain qui évolue au poste de milieu de terrain au FCSB.

## Carrière

### En club

#### Débuts professionnels
Né de Cociuba Mare en Roumanie, Adrian Șut est formé par l'ASA Târgu Mureș. Il fait ses débuts en professionnel le 2 mai 2016, lors d'un match de championnat face au Viitorul Constanța. Il entre en jeu à la place d'Alexandru Dedov lors de cette rencontre perdue par son équipe (6-1).
En août 2017 il rejoint le Pandurii Târgu Jiu, qui évolue en deuxième division roumaine.

#### FCSB
En juillet 2019 il est recruté par le FCSB mais il est prêté une saison à son club précédent, l'Academica Clinceni.
Adrian Șut rejoint le Steaua Bucarest juste avant la saison 2020-2021 et joue son premier match sous ses nouvelles couleurs le 24 septembre 2020, à l'occasion d'une rencontre de Ligue Europa face au FC Slovan Liberec. Il est titulaire et son équipe s'incline par deux buts à zéro.

### En équipe nationale
Le 22 mars 2024, Adrian Șut fait ses débuts avec l'équipe nationale de Roumanie en entrant en jeu à la 75e minute, en remplaçant Răzvan Marin, lors d'un match amical contre l'Irlande du Nord.
Il est retenu dans la liste des 26 joueurs roumains du sélectionneur Edward Iordănescu pour participer à l'Euro 2024.

## Style de jeu
Décrit comme un joueur fort physiquement, sérieux et travailleur, Adrian Șut est un milieu de terrain central, capable d'évoluer dans un rôle de relayeur, en sentinelle juste devant la défense ou en milieu offensif.

## Palmarès

### En club
FCSB
- Championnat de Roumanie
  - Champion : 2024.

- Supercoupe de Roumanie
  - Vainqueur : 2024.